# شاه سلیمان دوم
شاه سلیمان دوم (۵ جمادی‌الثانی ۱۱۲۶ – ۶ ذیقعدهٔ ۱۱۷۶ ه‍.ق) مشهور به نواب میرزا سید محمد متولی، در ۱۱۶۳ ه‍.ق کمتر از سه ماه پادشاه اسمی صفوی بود.

## تبار
نام اصلی او سلیمان میرزا بود و پدرش میرزا محمد داوود حسینی مرعشی نام داشت که پسر عزشرف بیگم دختر جهان‌بانو بیگم دختر زبیده بیگم دختر شاه عباس یکم بود و مادرش شهربانو بیگم دختر شاه سلیمان یکم صفوی بود. او هم‌چنین عموی سید احمد شاه بود.

## پیش از پادشاهی
رسمی در حرمسرای صفوی از دوره شاه صفی گذاشته شده بود که اولاد ذکور از ذکور مثل برادران، برادرزادگان و شاهزادگان صفوی در مکانی به نام دمورقاپی(به معنای درب آهنین) محبوس کنند و اولاد ذکور از اناث یعنی پسرانی که مادرشان صفوی است از لحظه تولد کور یا مقتول شوند و این رسم تا زمان سلطنت شاه سلطان حسین بود، هنگام ولادت سلیمان میرزا چون مادرش دختر شاه سلیمان بود، پدرش میرزا داوود از طریق خواجه سرایان به اطلاع شاه سلطان حسین رساند که فرزند ذکوری از خواهر شما متولد شده چه دستوری می دهید که شاه سلطان حسین گفت میرزا داوود از من اسم خواسته است چون اسم محمد را دوست می دارم و به این خاطر نام فرزند بزرگم را محمد میرزا گذاشته ایم اسم این سید محمد باشد، اطرافیان شاه قواعد سابق حرمسرا را یادآوری کردند و شاه سلطان حسین گفت معاذالله از ما اذیتی به ذوی الأرحام برسد میرزا داوود از من اسم خواسته است، شاه به خط خود در وسط صحیفه «سید محمد» را نوشته و فرستادند. چون این نوشته و خبر به میرزا داوود و اهل خانه رسید سرور موفور روی داده و ماتم مبدل به سرور گشت و سلیمان میرزا به میرزا سید محمد مشهور شد.
سید محمد در شش سالگی پدرش را از دست داد و در کنار مادر و شاه سلطان حسین تربیت یافت، هنگام محاصره اصفهان به دستور شاه سلطان حسین او همراه با دو دختر شاه که یکی همسر میرزا سید مرتضی و دیگری همسر میرزا محمد مقیم خلیفه سلطانی بود مخفیانه از اصفهان خارج شد و به شاه تهماسب دوم پیوست. او لحظه ای از تحصیل کمالات فروگذاری نمی کرد و بخاطر استعداد و قابلیتی که داشت در اندک مدتی سرآمد اهل کمال عصر خود شد و محل عقیده و اخلاص قزلباش و صوفیان سلسله صفویه گردید که باعث نگرانی شاه تهماسب دوم شد ولی بخاطر احترامی که به عمه خود شهربانو بیگم داشت اظهار نمی نمود. بعد از فتح اصفهان شاه تهماسب دوم او را به اصفهان طلبید و در اصفهان با خواهر شاه تهماسب دوم ازدواج کرد. در زمان نادرشاه متولی حرم امام رضا در مشهد بود و از همین روی «میرزا سید محمد متولی» خوانده می‌شد. حتی گفته شده نادر درصدد برآمد تا وی را که نزد مردم شهرتی پیدا کرده بود از میان بردارد اما به دلیل تضرع مادرش از تصمیم خود منصرف شد. بعد از مرگ نادرشاه، عادل‌شاه وارد مشهد شد و چون ماندن سید محمد را در مشهد به صلاح نمی‌دانست هنگامی که عازم جنگ با برادر خود ابراهیم‌شاه شده بود برای جلب قلوب سید محمد او را علاوه بر منصب تولیت، به منصب صدارت خاصه و عامه کل ایران منصوب کرد و وی را همراه خود به مازندران و استرآباد برد. در جنگی که بین عادل شاه و محمدحسن خان قاجار در کنار رودخانه سومبار شد محمد حسن خان تاب مقاومت نیاورده و فرار کرد و عادل شاه به استرآباد بازگشت و سید محمد نیز با او بازگشت. در هنگام بازگشت فرزند محمد حسن خان که آقا محمدخان نام داشت توسط عادل شاه اسیر و سپس اخته شد. عادل شاه از سید محمد تقاضا کرد که چون محمدحسن خان از صوفی زادگان سلسله صفویه بوده و هیچ وقت از نادرشاه اطاعت نکرده به کنار رودخانه گرگان رفته و محمدحسن خان را مطمئن و امیدوار نموده و او را به نزد خود بیاورد ولی سید محمد چون این خواسته را بخاطر ظلمی که به فرزند محمد حسن خان شده بود نشدنی می دانست و به عهد و فرموده عادل شاه اطمینانی نداشت این خواسته را رد کرد، عادل شاه از این جواب متغیر گردید ولی به جهت مصلحت اظهار نکرد و به سمت آذربایجان برای سرکوب برادرش رفت بعد از شکست عادل شاه این بار سید محمد وارد اردوی ابراهیم شاه شد و به خاطر اهمیت نسب و نفوذش در بین مردم مورد احترام ابراهیم شاه قرار گرفت و در مقام صدارت باقی ماند. سرانجام وی را با پنج هزار سپاه جهت تعمیر در رودخانه قم که هر سال باعث خرابی حرم فاطمه معصومه می‌شد و تجدید مقرنس‌کاری گنبد و ترمیم شهر و ارگ و حفاظت شهر و انجام محاسبات عمال عراق به قم فرستاد.
او سرانجام فرمانبردار شاهرخ‌شاه گردید و روانهٔ مشهد گشت. شاهرخ‌شاه اگر چه نوهٔ پسری نادرشاه افشار بود ولی نوهٔ دختری شاه سلطان حسین صفوی نیز به‌شمار می‌آمد. شاهرخ‌شاه که از او در بیم بود، دو بار قصد کشتن او را کرد که هر دو بار ناکام ماند و دشمنی شاهرخ آشکار شد. شاهرخ که دید با وجود محافظان سید محمد کشتن او دشوار است به امرای خود پیشنهاد کرد که سید محمد را بکشند ولی راضی به این کار نمی شدند و درنهایت گروهی از امرا به طور دسته جمعی به سرکردگی امیرعلم خان خزیمه که در مجموع شانزده نفر بودند به نزد سید محمد رفتند و او را به اصرار مجبور به قبول سلطنت کردند. شاهرخ که متوجه اتفاقات غیرعادی شد به تصور اینکه امرا می خواهند یکی از پسران ابراهیم خان ظهیرالدوله که برادران عادل شاه و ابراهیم شاه بودند را به سلطنت برسانند، دستور داد تا همه را به قتل برسانند. هنگام خفه کردن آن‌ها با طناب، سید محمد مطلع شده و افرادی را برای جلوگیری از اجرای این حکم فرستاد و توانستند دو نفر به نام‌های حسن میرزا و رحیم میرزا که بزرگتر بودند را نجات بدهند ولی سه نفر دیگر که حسین میرزا و قاسم میرزا و القاس میرزا بودند درگذشته‌اند. سرانجام در ۲۰ محرم ۱۱۶۳ قمری میرزا سید محمد را از خانه‌اش به ارگ بردند و شاهرخ‌شاه را دستگیر کردند. امرا و سرداران اصرار به کشتن شاهرخ را داشتند که میرزا سید محمد اجازه این کار را نداد.

## پادشاهی
او به حرمت ماه محرم، در ۵ یا ۹ صفر ۱۱۶۳ ه‍.ق با نام شاه سلیمان دوم تاج‌گذاری نمود و بلند پایگان حکومت خود را برگماشت و امیر علم خان خزیمه را به عنوان وکیل‌الدوله (نخست‌وزیر) برگزید. در دورهٔ کوتاه پادشاهی‌اش توانست هرات را از احمد شاه درانی بازپس بگیرد. هنگامی که از مشهد خارج شده بود، امیر علم خان بی‌اطلاع او شاهرخ را کور نمود. این اقدام سبب شد که امیر علم خان برکنار شود و امیر اصلان خان قِرِقلو به مقام وکالت گماشته شود، ولی با فروکش کردن خشم شاه، پس از یک هفته دوباره امیر علم خان به مقام وکالت گمارده شد.
شاه سلیمان دوم مالیات ۳ سال را بر مردم بخشید. این اقدام سبب نارضایتی شماری از سرداران گردید. همسر شاهرخ به‌دروغ به‌شماری از سرداران خبر رساند که شاهرخ کور نشده‌است. یوسفعلی خان جلایر و شماری دیگر از سرداران در ۱۱ ربیع‌الثانی ۱۱۶۳ ه‍.ق بر ضد شاه سلیمان دوم شوریده، او را دستگیر و کور نمودند، ولی هنگامی که شاهرخ را از بند آزاد کردند دریافتند که او به‌راستی کور شده است و از عمل خود پشیمان شدند. شاهرخ‌شاه ابتدا می خواست که شاه سلیمان دوم را به قتل برساند ولی امرای وی راضی به این کار نمی شدند و در نهایت راضی شدند تا زبان شاه سلیمان دوم را قطع کنند تا مثل شاهرخ که کور بود دوباره به سلطنت نرسد. امیر علم خان در آغاز از مشهد گریخت ولی سپس توانست مشهد را تصرف کند و از شاه سلیمان دوم تقاضا کرد که یکی از فرزندانش را به سلطنت برساند که وی قبول نکرد. یوسفعلی خان جلایر که گریخته بود، دستگیر و کشته شد.
کمتر از ۴ ماه پس از برکناری شاه سلیمان دوم در مشهد، در ۲۵ رجب ۱۱۶۳ ه‍.ق اتحادی سه‌گانه از سرداران (علیمردان خان بختیاری، ابوالفتح‌خان بختیاری و کریم‌خان زند) یکی دیگر از نوه‌های دختری شاهان پیشین صفوی یعنی شاه اسماعیل سوم را در اصفهان به تخت نشاندند.

## فرزندان
پس از برکناری، او پسران بزرگش یعنی سلطان داوود میرزا و سلطان علی میرزا را به عتبات فرستاد ولی سلطان حسین میرزا، سلطان قاسم میرزا و محمد هاشم میرزا را نزد خود در مشهد نگاه داشت. سلطان داوود میرزا از عتبات به بنگاله هند رفت ولی سلطان علی میرزا با او همراه نشد و از شخصی به نام حسین میرزا که ادعا داشت فرزند شاه تهماسب دوم است حمایت کرد و در جنگ زخم شمشیری بر سر ایشان خورده بود، او به عتبات بازگشت و از آنجا روانه بنگاله هند شد.
سلطان علی میرزا و سلطان حسین میرزا فرزندان جان آغا بیگم دختر شاه سلطان حسین می باشند.
- سلطان داوود میرزا (زاده ۱۱۴۱ مازندران _ وفات ۱۲۰۴ بنگاله)
- سلطان علی میرزا (زاده ۱۱۴۹ اصفهان _ وفات ۱۱۸۸ بنگاله)
- سلطان حسین میرزا (زاده ۱۱۵۰ اصفهان _ وفات ۱۲۲۶ اصفهان)
- سلطان قاسم میرزا (زاده ۱۱۵۴ مشهد _ وفات ۱۲۰۷ اصفهان)
- سلطان هاشم میرزا (زاده ۱۱۶۵مشهد _ وفات بعد از ۱۲۳۶ اصفهان)

## سکه‌ها
روی بیشتر سکه‌های او این شعر دیده می‌شود:
| زد از لطفِ حق سکهٔ کامرانی |  | شهِ عدل‌گستر سلیمانِ ثانی |

پشت سکه‌ها نیز شعار شیعه و نام دوازده امام حک شده‌است.